# Demokratische Partei (Bulgarien)
Die Demokratische Partei (bulgarisch Демократическа партия), kurz DP, ist eine der ältesten politischen Parteien in Bulgarien. Sie wurde 1895 als Nachfolgerin des von Petko Karawelows geführten linken Flügels der alten Liberalen Partei (bulg. Либерална Партия) gegründet. Erster Vorsitzender war Petko Karawelow. Ihre Führer hatten meist im Westen studiert oder waren prowestlich gesinnt. Die Zeitung Prjaporez (bulg. „Пряпорец“) galt als ihr Organ.

## Geschichte
1905 spaltete sich ein Flügel der Partei, der daraufhin die Radikaldemokratische Partei gründete. 1941 lehnte die Partei das Angebot der Bulgarischen Kommunistischen Partei ab, der Koalition Vaterländische Front (bulg. Отечествен фронт) beizutreten. 1947 wurde sie dann verboten.
Am 19. Dezember 1989 wurde die Demokratitscheska Partija wieder ins Leben gerufen. Sie trat dem oppositionellen Bündnis Vereinigte Demokratische Kräfte (ODS) bei. 
Bei den Parlamentswahlen 2009 sprach sich die Parteiführung, ohne einen Beschluss der Parteiversammlung für die Unterstützung der Koalition der zwei gleichnamigen Parteien „LIDER-Nowoto Wreme“. Dieses veranlasste einige prominente Mitglieder der Partei die, mit dieser Entscheidung unzufrieden waren, eine Wahlempfehlung für die Blaue Koalition abzugeben und den Rücktritt der Parteiführung zu fordern.
Die DP war mehrfach an der Regierung beteiligt:
- 1901–1902
- 1908–1911
- 1918
- 1931–1934
- 1944
- 1991–1992
- 1997–2000

Die DP wurde 1991 Mitglied der Europäischen Volkspartei, der sie aber inzwischen nicht mehr angehört.

## Vorsitzende
- Petko Karawelow 1896–1903
- Aleksandar Malinow 1903–1938
- Nikola Muschanow 1938–1947
- Boris Kjurtschiew (1908–2002) 1989–1990
- Stefan Sawow (1924–2000) 1990–2000
- Alexandar Pramatarski 2000–heute